# Slavski Laz
Slavski Laz este o localitate din comuna Kostel, Slovenia, cu o populație de 13 locuitori.